# Список послов Саудовской Аравии в России
Посол Саудовской Аравии в Москве является официальным представителем правительства Эр- Рияда при правительстве России . Он является хранителем посольства Саудовской Аравии в Москве .
В сентябре 1990 года были восстановлены полные дипломатические отношения между правительством Саудовской Аравии и правительством Советского Союза .

## Список представителей
| Дипломатическая аккредитация | посол                            | арабский                      | русский язык                   | Наблюдения         | Ссылка | Король Саудовской Аравии    | Список глав правительства России | Конец срока    |
| ---------------------------- | -------------------------------- | ----------------------------- | ------------------------------ | ------------------ | ------ | --------------------------- | -------------------------------- | -------------- |
| 1991                         | Абдулазиз бин Мохиеддин Ходжа    | عبد العزيز بن محيي الدين خوجة | Абдул Азиз Ходжа               |                    | [ 1 ]  | Фахд Саудовской Аравии      | Борис Ельцин                     | 1996           |
| 1997                         | Фавзи бин Абдул Маджид Шобокши   | فوزي شبكوشي                   | Фаузи Бин Абдул Маджид Шобокши |                    | [ 2 ]  | Фахд Саудовской Аравии      | Виктор Черномырдин               | 1999           |
| 1999                         | Мохамед Хассан Абдулвали         | ذ محمد حسن عبدالولي           | Мухаммед Хасан Абдулвали       |                    | [ 3 ]  | Фахд Саудовской Аравии      | Владимир Путин                   |                |
| 2005                         | Гази Щербини                     | غازي الشربيني                 | Гази Шербини                   | Поверенный в делах | [ 4 ]  | Фахд Саудовской Аравии      | Михаил Фрадков                   |                |
| 22 апреля 2008               | Али Хассан Джаафар               | علي حسن جعفر                  | Али Хассан Джаафар             |                    |        | Фахд Саудовской Аравии      | Владимир Путин                   | 14 января 2015 |
| 28 мая 2015                  | Абдулрахман бин Ибрагим Аль-Раси | عبدالرحمن بن ابراهيم الراسي   | Бен Ибрахим Бен Али Ал Расси   |                    | [ 5 ]  | Салман из Саудовской Аравии | Дмитрий Медведев                 |                |
| 11 апреля 2018               | Рейд бин Халид Кримли            | رائد بن خالد قرملي            | Райдом Халидом Аль-Кримли      |                    | [ 6 ]  | Салман из Саудовской Аравии | Дмитрий Медведев                 |                |

## использованная литература
1. ↑  Abdulaziz bin Mohieddin Khoja. Дата обращения: 10 февраля 2022. Архивировано 9 января 2020 года.
2. ↑  Fawzi Bin Abdul Majeed Shobokshi. Дата обращения: 10 февраля 2022. Архивировано 24 октября 2018 года.
3. ↑  Mohamed Hassan Abdulwali. Дата обращения: 10 февраля 2022. Архивировано 26 октября 2018 года.
4. ↑  Gazi Sherbini. Дата обращения: 10 февраля 2022. Архивировано 10 февраля 2022 года.
5. ↑   Архивная копия от 10 февраля 2022 на Wayback MachineAbdulrahman bin Ibrahim Al-Rasi Архивная копия от 12 апреля 2019 на Wayback Machine
6. ↑   Архивная копия от 10 июня 2022 на Wayback MachineRaid bin Khalid Krimli Архивная копия от 26 октября 2018 на Wayback Machine